# Yuksporit
Yuksporit (russisch Юкспорит) ist ein sehr seltenes Mineral aus der Mineralklasse der „Silikate und Germanate“. Es kristallisiert im monoklinen Kristallsystem mit der chemische Zusammensetzung (Sr,Ba)2K4(Ca,Na)14(◻,Mn,Fe){(Ti,Nb)4(O,OH)4[Si6O17]2[Si2O7]3}(H2O,OH)n mit n ≈ 3, ist also ein komplex zusammengesetztes Alkali-Erdalkali-Titanosilikat.
Yuksporit tritt in Form von monomineralischen, bis zu 15 cm großen, faserigen Aggregaten sowie in radialstrahligen, verstrickt-faserigen Knollen mit einem Durchmesser von bis zu 20 cm auf. Andere Aggregate sind parallelfaserig, schuppig oder ähneln Tannenzweigen. Yuksporit findet sich in Begleitung von Titanit, Pektolith, Astrophyllit, Biotit, Aegirin (Chibinen, Halbinsel Kola) bzw. Aegirin, Kalsilit, Kalifeldspat (Mikroklin), Titanit, Lamprophyllit, bariumhaltigem Lamprophyllit, Wadeit und Tausonit (Murun-Massiv, Sibirien).
Die Typlokalitäten des Yuksporits sind drei Einzelfundpunkte in unmittelbarer Nähe des Berges Juksporr im Süden der Chibinen, Oblast Murmansk in Russland.

## Etymologie und Geschichte

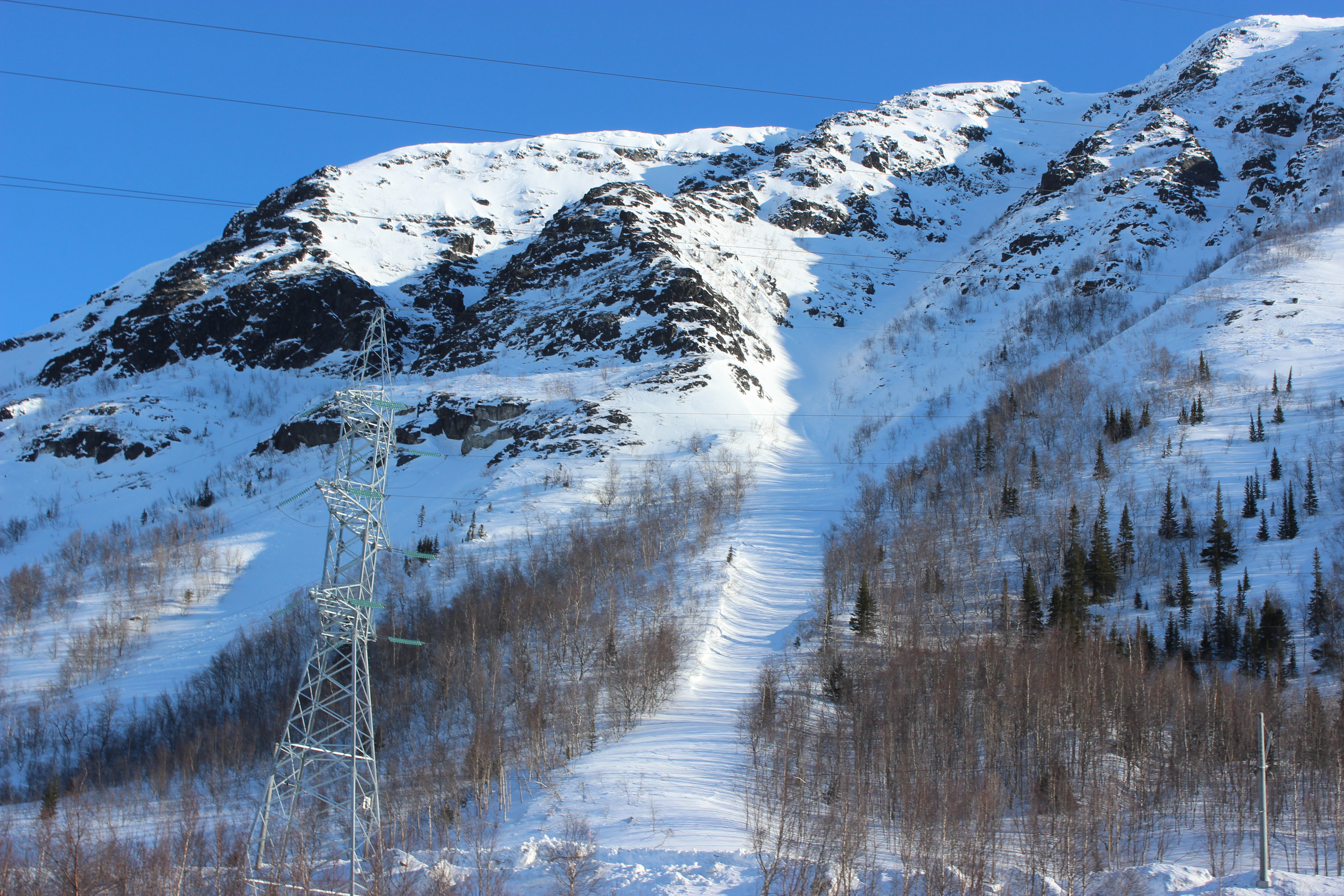
Nach dem Berg Juksporr in den Chibinen wurde das Mineral Yuksporit benannt

Yuksporit wurde im Jahre 1922 während der Expeditionen von Akademiemitglied Alexander Jewgenjewitsch Fersman durch Ekaterina Jewtichijewna Kostyljowa-Labunzowa (russisch Екатерина Евтихиевна Костылёва-Лабунцова) gefunden – aber für Pektolith gehalten und auch unter diesem Namen erstmals charakterisiert.

«В Хибинских Тундрах Кольского полуострова теми же экспедициями 1921 и 1923 найден минерал своеобразной коротко-волокнистой и чешуйчато-пленчатой структуры розового и мясо-красного цвета, образующий прожилки в нефелиновом сиените, часто в сопровождении пектолита, астроФиллита, биотита, Сфена и эгирина.»

„W Khibinskikh Tundrach Kolskogo poluostrova temi she ekspedizijami 1921 i 1923 naiden mineral swojeobrasnoi korotko-voloknistoi i tscheschuitschato-plentschatoi struktury rosowogo i mjaso-krasnogo zweta, obrasujuschtschi proshilki w nefelinowom sienite, tschasto w soprowodhdenii pektolita, astrofillita, biotita, sfena i egirina.“

„In den Khibiny-Tundren der Kola-Halbinsel wurde ebenfalls in den Jahren 1921 und 1923 ein eigentümliches kurzfaseriges und schuppig-flockiges, rosafarbenes und fleischrotes Mineral gefunden, welches Gänge im Nephelinsyenit bildet und häufig von Pektolith, Astrophyllit, Biotit, Sphen und Aegirin begleitet wird.“

Nur kurze Zeit später wurde der vermeintliche Pektolith als neues Mineral erkannt und in einer Studie über die Pektolithe der Chibinen (auf Russisch) als Juksporit (Юкспорит) beschrieben. Die Benennung des Minerals bezieht sich auf den Berg Juksporr (Юкспорр), in dessen unmittelbarer Umgebung sich die drei Fundstellen befinden, aus denen das Material von Ekaterina Jewtichijewna Kostyljowa-Labunzowa stammt. Der Name des Bergs stammt aus dem Samischen. Die offizielle internationalisierte Schreibung Yuksporit entspricht der englischen Transliteration des namensgebenden Berges.
Das Typmaterial für Yuksporit wird unter der Katalognummer 25847 in der Systematischen Sammlung des Mineralogischen Museums „Alexander Jewgenjewitsch Fersman“ der Russischen Akademie der Wissenschaften in Moskau aufbewahrt.
Aufgrund der Entdeckung und Erstbeschreibung vor 1959 (vor fast 100 Jahren) zählt der Yuksporit zu den Mineralen, die von der International Mineralogical Association (IMA) als Grandfathered bezeichnet werden und keine eigentliche IMA-Nummer besitzen. Als Jahr der Erstbeschreibung gilt 1923.

## Klassifikation
Bereits in der veralteten 8. Auflage der Mineralsystematik nach Strunz gehörte der Yuksporit zur Mineralklasse der „Silikate und Germanate“ und dort zur Abteilung der „Ketten- und Bandsilikate (Inosilikate)“, wo er zusammen mit den weiteren Mitgliedern Istisuit (Q), Jusit (Q), Miserit und Scawtit im Anhang der „Tobermorit-Okenit-Gruppe“ mit der System-Nr. VIII/D.10 und den Haupt-Mitgliedern Nekoit, Okenit, Plombièrit (Plombierit), Riversideit und Tobermorit zu finden war.
Im Lapis-Mineralienverzeichnis nach Stefan Weiß, das sich aus Rücksicht auf private Sammler und institutionelle Sammlungen noch nach dieser alten Form der Systematik von Karl Hugo Strunz richtet, erhielt das Mineral die System- und Mineral-Nr. VIII/F.35-040. In der „Lapis-Systematik“ entspricht dies ebenfalls der Abteilung „Ketten- und Bandsilikate“, wobei in den Gruppen VIII/F.34 bis 40 die Minerale mit komplexen Kettenstrukturen (Zylinderketten u. a.) eingeordnet sind. Yuksporit bildet hier zusammen mit Fluorcanasit, Canasit, Frankamenit, Miserit, Charoit und Eveslogit eine unbenannte Gruppe (Stand 2018).
Die seit 2001 gültige und von der International Mineralogical Association (IMA) zuletzt 2009 aktualisierte 9. Auflage der Strunz’schen Mineralsystematik ordnet den Yuksporit ebenfalls in die Abteilung der „Ketten- und Bandsilikate“ ein. Diese ist allerdings weiter unterteilt nach der Art der Kettenbildung, so dass das Mineral entsprechend seinem Aufbau in der Unterabteilung „Ketten- und Bandsilikate mit 3-periodischen Einfach- und Mehrfachketten“ zu finden ist, wo es als einziges Mitglied die unbenannte Gruppe mit der System-Nr. 9.DG.95 bildet.
Auch die vorwiegend im englischen Sprachraum gebräuchliche Systematik der Minerale nach Dana ordnet den Yuksporit in die Abteilung der Kettensilikate ein, dort allerdings in die Unterabteilung der „Kettensilikate mit doppelten, unverzweigten Ketten, W=2 mit Ketten P>2“, wo er zusammen mit Xonotlit, Zorit, Epididymit, Eudidymit, Haineaultit und Chivruaiit die Gruppe 66.03.01 mit P=3 bildet.

## Chemismus
Erste nasschemische Analysen präsentierte bereits Ekaterina Jewtichijewna Kostyljowa-Labunzowa, die auch die innige Verwachsung des Minerals mit Titanit und die daraus resultierende Schwierigkeit bei der Gewinnung reinen Materials zur Analyse erwähnte.
Eine Elektronenstrahlmikroanalyse an einem Yuksporit aus dem in Rischorriten sitzenden Aegirin-Pektolith-Mikroklin-Gang No. 30 am Berg Juksporr ergab 40,30 % SiO2; 9,31 % TiO2; 0,31 % FeO; 0,44 % MnO; 17,60 % CaO; 5,36 % SrO; 3,75 % BaO; 5,58 % Na2O; 7,01 % K2O; 0,16 % ZrO2; 3,29 % Nb2O5 und 0,12 % Ta2O5 (Summe 93,23 %).
Eine Elektronenstrahlmikroanalyse an Yuksporit aus dem Murun-Massiv lieferte 38,40 % SiO2; 11,00 % TiO2; 0,07 % Al2O3; 0,75 % Fe2O3; 0,29 % MnO; 18,90 % CaO; 5,87 % SrO; 8,60 % BaO; 3,84 % Na2O; 6,15 % K2O; 3,05 % F; 0,80 % Cl; 2,20 % H2O+ (–O=(F,Cl)2 1,46 %; Summe 98,46 %). Auf der Basis von elf Sauerstoff-Atomen pro Formeleinheit wurde die empirische Formel (K0,70Ba0,30)Σ=1,00(Na0,66Sr0,30)Σ=0,96(Ca1,80Ti0,19Fe3+0,06Mn0,02)Σ=2,07(Si3,42Ti0,57Al0,01)Σ=4,00O11[F0,86Cl0,12(OH)0,02]Σ=1,00∙0,6H2O ermittelt.
Die offizielle Formel der IMA lautet (Sr,Ba)2K4(Ca,Na)14(◻,Mn,Fe){(Ti,Nb)4(O,OH)4[Si6O17]2[Si2O7]3}(H2O,OH)n mit n ≈ 3.
Eine idealisierte Form davon kann mit SrBaK4Ca7Na7Ti4Si18O57(OH)3 angegeben werden; diese erfordert 43,55 % SiO2; 12,89 % TiO2; 15,81 % CaO; 4,17 % SrO; 6,18 % BaO; 8,74 % Na2O; 7,59 % K2O und 1,09 % H2O (Summe 100,00 %).
Das einzige Mineral, welches wie Yuksporit die Elemente Si, Ti, Ca, Sr, Ba, Na, K und H enthält und diesem folglich chemisch ähnelt, ist Eveslogit, (Na,K,Ca,Sr,Ba)48 [(Ti,Nb,Mn,Fe2+)12Si48O144(OH)12](F,OH,Cl)14.

## Kristallstruktur
Yuksporit kristallisiert in der monoklinen Raumgruppe P21/m (Raumgruppen-Nr. 11) mit den Gitterparametern a = 7,126 Å; b = 24,913 Å; c = 17,075 Å und β = 101,89° sowie einer Formeleinheit pro Elementarzelle.
In früheren Arbeiten wurde das Mineral als orthorhombisch (mit den Gitterparametern a = 24,869 Å; b = 16,756 Å; c = 7,057 Å) bzw. als triklin (mit den Gitterparametern a = 16,50 Å; b = 25,21 Å; c = 21,11 Å; α = 100,4°; β = 110,0° und γ = 90,4°) beschrieben.
Die Struktur von Yuksporit basiert auf SiO4-Tetraedern sowie auf komplexen Stäbchen aus TiO6-Oktaedern mit gemeinsamen Ecken. Sie besteht aus Titanosilikat-Nanostäbchen, die nach a [100] gestreckt sind und einen elliptischen Querschnitt von ca. 16 × 19 Å aufweisen. Die Silikattetraeder bilden Xonotlit-ähnliche, parallel zu (001) orientierte Doppelketten 1∞[Si6O17]. Zwei 1∞[Si6O17]-Ketten sind über TiO6-Oktaeder und Si2O7-Doppeltetraeder zu einem Stab verbunden.
Die {(Ti,Nb)4(O,OH)4[Si6O17]2[Si2O7]3}-Nanostäbe sind porös. Die inneren Poren sind durch Achterringe mit offenen Durchmessern von 3,2 Å definiert. Das Innere der Titanosilicat-Nanostäbchen wird von Sr-, Ba-, K- und Na-Kationen sowie H2O-Molekülen besetzt. Die Nanostäbchen sind durch Wände aus Ca-Koordinationspolyedern getrennt, die parallel zu (010) verlaufen und die Stäbchen zu einer dreidimensionalen Struktur verbinden.
Zum Zeitpunkt der Erstbeschreibung wurde angenommen, dass Yuksporit eng mit Pektolith oder Xonotlit verwandt ist, was aber durch Infrarotspektroskopie ausgeschlossen werden konnte. Stattdessen wurde eine strukturelle Beziehung zur Astrophyllit-Gruppe (bzw. Astrophyllit-Obergruppe) und Bafertisit vermutet. Mittlerweile nimmt man aber eine Zugehörigkeit zur Umbit-Gruppe an.

## Eigenschaften

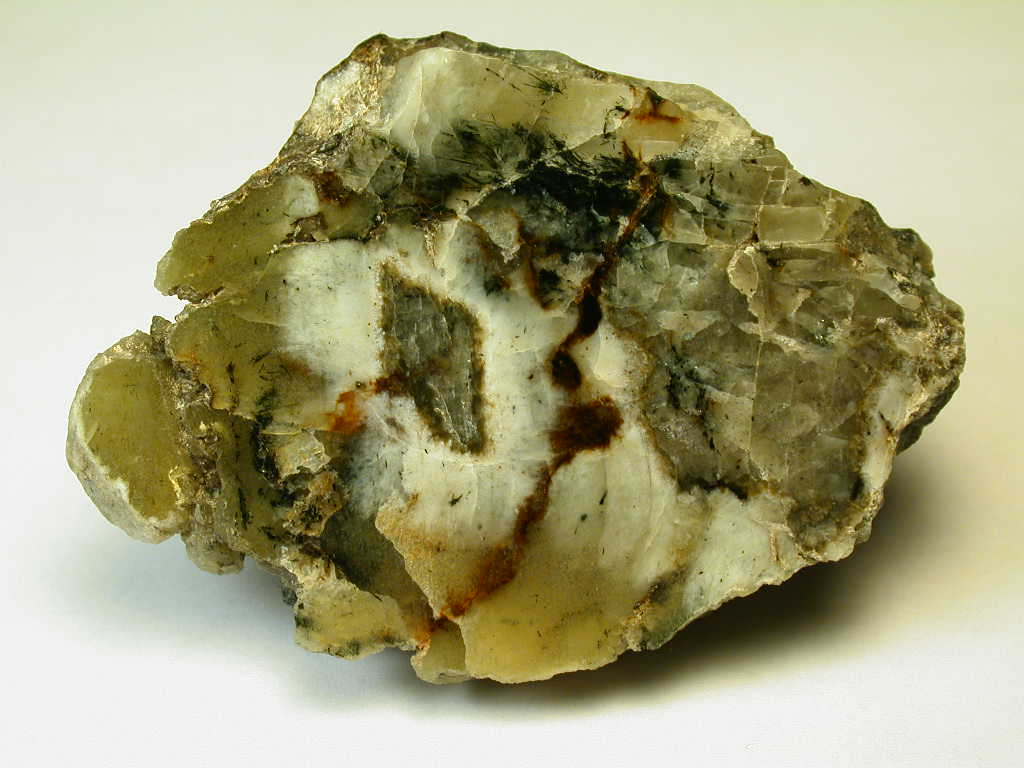
Rotbrauner Yuksporit, begleitet von weißem Perlialit, grauem, idiomorphem Nephelin, schwarzem Aegirin und Mikroklin. Loparskaja-Tal südwestlich des Bergs Juksporr. Größe der polierten Stufe: 7,0 × 5,2 cm.

### Morphologie
Yuksporit tritt in faseriger, schuppiger oder lamellenartiger Form auf und bildet radiale oder rosettenförmige Aggregate. Kristalle fehlen.
In den Chibinen bildet Yuksporit verschieden gefärbte faserige, monomineralische Aggregate von 1 bis 15 cm Breite sowie radialstrahlige und verstrickt-faserigen Knollen mit einem Durchmesser von bis zu 20 cm. Im Aegirin-Pektolith-Mikroklin-Gang No. 30 in Rischorriten am Berg Juksporr wurde grobfaseriger Yuksporit in radialen Aggregaten bis zu 15 cm Durchmesser beobachtet. Wenn ein Teil dieser Sphärolithe in einer Lücke zwischen Mikroklin-Kristallen sitzt, können flaumige, schneeweiße Aggregate identifiziert werden, die aus dünnen Yuksporit-Nadeln bestehen. Parallel- und radialfaserige Yuksporit-Aggregate traten in einem Yuksporit-Aegirin-Gängchen innerhalb von gneisartigen Rischorriten am Berg Eweslogtschorr auf. Besonders merkwürdig sind Aggregate, die Tannenzweigen ähneln.
Für das Auftreten von Yuksporit im Murun-Massiv sind radialfaserige Aggregate oder garbenförmige Verwachsungen bis zu 6 mm Größe charakteristisch.
Bei Alteration und Verwitterung verliert Yuksporit seine rosa Farbe, wird bröckelig bis zerreiblich und bekommt ein asbestähnliches Aussehen.

### Physikalische und chemische Eigenschaften
Die Farbe der Kristalle des Yuksporits ist weiß, rosa, rosenrot, fleischrot und rötlichbraun. Für das Murun-Massiv sind strohgelbe Farbtöne kennzeichnend. Ihre Strichfarbe wird mit weiß oder nahezu weiß angegeben. Die Oberflächen des halbdurchsichtigen bis opaken Yuksporits zeigen einen seidenartigen bis perlmuttartigen Glanz.
Yuksporit besitzt eine diesem Glanz entsprechend mittelhohe Lichtbrechung (nα = 1,644; nγ = 1,660) und eine niedrige Doppelbrechung (δ = 0,0166). Unter dem Polarisationsmikroskop ist der zweiachsig positive Yuksporit im durchfallenden Licht gelblichrosa und zeigt einen deutlichen Pleochroismus von X = schwach gelblich bis rosa nach Y = Z = rosagelb. Er weist graue Interferenzfarben und ein schwaches Relief auf. Die deutlich geringere Lichtbrechung des Yuksporits ist ein wichtiges Unterscheidungsmerkmal zum optisch sehr ähnlichen, oft mit ihm verwachsenen Titanit.
Aufgrund der fehlenden Kristalle kann am Yuksporit eine Spaltbarkeit nicht beobachtet werden. Er bricht ähnlich wie die gediegen auftretenden Metalle Gold, Silber oder Kupfer, wobei die Bruchflächen hakig ausgebildet sind. Das Mineral weist eine Mohshärte von etwas über 5 auf und gehört damit zu den mittelharten Mineralen, die sich ähnlich gut wie das Referenzmineral Apatit mit einem Taschenmesser noch ritzen lassen. Die gemessene Dichte für Yuksporit beträgt 3,05 g/cm³, die berechnete Dichte 2,98 g/cm³.
Yuksporit besitzt eine charakteristische grünlichblaue Kathodolumineszenz.

### Chemische Eigenschaften
Vor dem Lötrohr gibt Yuksporit etwas Wasser ab und schmilzt (in dünnen Bruchstücken) sehr leicht zu einem transparenten gelblichen Glas. In heißer Salzsäure (HCl) löst er sich unter Freisetzung von feinflockigem SiO2.

## Bildung und Fundorte
Yuksporit ist eine primär gebildete Mineralphase in differenzierten Nephelinsyenit-Massiven und Alkaligesteins-Pegmatiten. An den drei die Typlokalität bildenden Fundpunkten in den Chibinen findet er sich ausnahmslos in mehrere Zentimeter mächtigen Gängen in gneisartigen Rischorriten, wobei unter Rischorriten Nephelinsyenite mit gneisartiger Textur verstanden werden. Yuksporit ist ein Mineral des pegmatitischen Stadiums, entsteht aber in einem breiten Bildungsbereich und bildet sich noch zu Beginn der hydrothermalen Phase – aber immer erst etwas später als der Pektolith.
Als Begleitminerale des Yuksporits in den Chibinen, Halbinsel Kola, wurden Titanit, Pektolith, Astrophyllit, Biotit und Aegirin, an der zweiten wichtigen Fundstelle im sibirischen Murun-Massiv hingegen Aegirin, Kalsilit, Kalifeldspat (Mikroklin), Titanit, Lamprophyllit, bariumhaltiger Lamprophyllit, Wadeit und Tausonit identifiziert.
Für die Paragenese des Aegirin-Pektolith-Mikroklin-Ganges Nr. 30 in Rischorriten am Berg Juksporr (streicht NE 30°, fällt mit 10° ein), der eine etwa 3 m breite linsenförmige, in vier Zonen unterteilbare Struktur darstellt, werden neben Yuksporit die folgenden Minerale angegeben: Aegirin, Ankylit-(Ce), Barytolamprophyllit, Katapleiit, Cerussit, Diversilit-(Ce), Eudialyt, Fluorapophyllit, Galenit, Harmotom, Hydrocerussit, Lemmleinit-K, Merlinoit, Mikroklin, Natrolith, Nephelin, Pektolith, Perlialit, Rinkit, Sodalith und Sphalerit.
Yuksporit wurde in zwei der vier Zonen beobachtet:
- Eine mikroklinreiche Zone mit einer Breite von bis zu 1,5 m enthält schwarzen nadelförmigen Aegirin. Zwischenräume (bis 15 cm Durchmesser) in grünlich-grauen, isometrisch ausgebildeten Mikroklin-Kristallen enthalten radialstrahlige Knollen (bis zu 15 cm Durchmesser) aus hellrosa gefärbtem, seidenglänzenden Yuksporit und in Hohlräumen schneeweiße, daunenartige Yuksporit-Aggregate. Zu den weiteren Begleitern zählen bis 1 cm große, ockergelbe Sphärolithe aus Diversilit-(Ce), bis 1 cm große, lila Sodalith-Körner, Drusen mit kleinen, kreuzförmigen, Harmotom-Zwillingen bis zu 1 mm Größe, farbloser dipyramidaler Fluorapophyllit (bis 4 mm Größe), milchweiße, garbenartige Aggregate aus bis zu 2 mm großen Ankylit-(Ce)-Kristallen, farblose kurzprismatische Kristalle von Lemmleinit-K bis zu 2 mm Länge, bis 2 mm große, dunkelbraune, eiszapfenartige Aggregate aus dünnnadeligem Barytolamprophyllit, schneeweiße, „baumwollähnliche“ Perlialit-Aggregate bis 1 cm Größe, goldbraune Nadeln und faserige Massen aus Astrophyllit sowie grünlich-gelbe Körner und radiale Aggregate aus Rinkit. Die Paragenese vervollständigen bis 1 cm große Galenit- und Sphalerit-Körner sowie Hohlräume, die mit bröckeligen Aggregaten winziger, farbloser, prismatischer Pektolith-Kristalle bis zu 0,3 mm Größe gefüllt sind. Die Galenit-Kristalle weisen gelegentlich bis 1 mm breite Ränder aus mehligem, blass-cremefarbenem Cerussit oder Hydrocerussit auf.
- Im Geröll unterhalb des Ganges fand sich ein Gesteinsblock aus gelblich-grauem Mikroklin mit Hohlräumen, die mit 7 cm langen, schneeweißen, filzartigen Perlialit-Aggregaten ausgefüllt waren – zusammen mit faserigem Yuksporit und milchigweißen, 1 cm großen Merlinoit-Körnern.[6]

Fotos in der Datenbank Mindat.org zeigen als Parageneseminerale des Yuksporits nur Aegirin, Perlialit, Nephelin, Mikroklin und Astrophyllit.
Als sehr seltene Mineralbildung konnte der Yuksporit bisher (Stand 2021) erst von ca. 10 Fundpunkten beschrieben werden. Die Fotos in der Datenbank Mindat.org stammen ausschließlich von Fundstellen um die Berge Juksporr und Eweslogtschorr in den Chibinen.

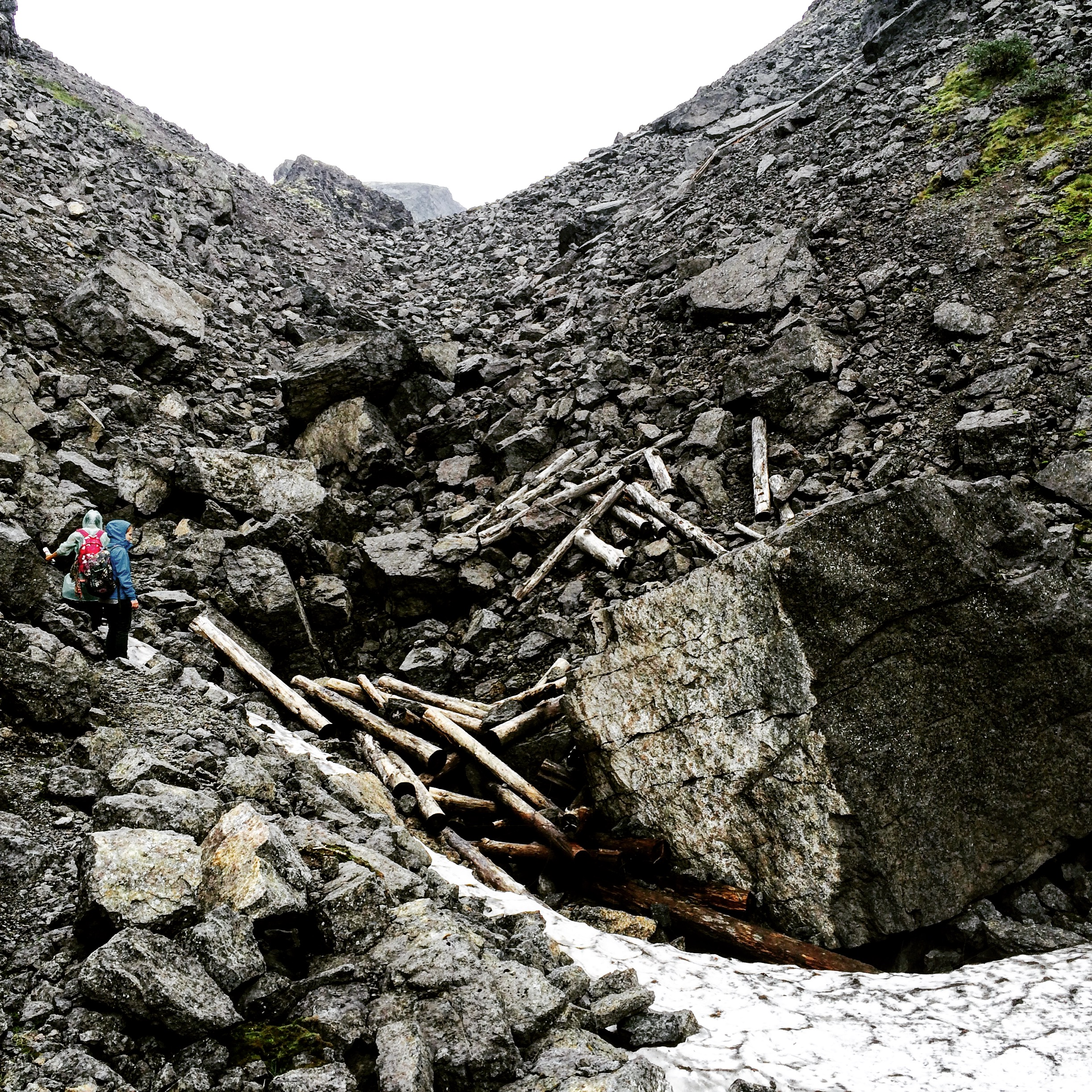
Der 5 km südlich der Berges Juksporr gelegenen Pass Juksporrlak zählt zu den Typlokalitäten des Yuksporits.

Die Typlokalitäten des Yuksporits sind drei Einzelfundpunkte südlich und in unmittelbarer Nähe des 1010 m hohen Berges Juksporr im Süden der Chibinen, Oblast Murmansk auf der Halbinsel Kola in Russland, von welchen das Material stammt, an dem die Erstbeschreibung erfolgte. Diese sind:
- der orographisch rechte Hang des mittleren Teils des sich vom Berg Juksporr herabziehenden schluchtartigen Hackman-Tals (russisch ущелье Гакмана)
- der Pass Juksporrlak (russisch Юкспоррлак)
- der Oberlauf des Flusses Wuonnemjok (russisch Вуоннемйок)

Weitere Yuksporit liefernde Lokalitäten sind:
- das Tal Loparskaja (russisch Лопарская) südwestlich des Berges Juksporr, Chibinen, Oblast Murmansk auf der Halbinsel Kola in Russland
- der ca. 5 km östlich des Juksporr liegende Berg Eweslogtschorr (russisch Евеслогчорр), Chibinen, Oblast Murmansk auf der Halbinsel Kola in Russland
- die Lowozero-Tundren im Rajon Lowozero in der Oblast Murmansk auf der Halbinsel Kola in Russland
- der Hügel Tausonitovaja Gorka (russisch Таусонитовая горка), Ditmar-Bach im Alkaligesteinskomplex des Murun-Massivs (russisch Мурунский массив) am Zusammenfluss der Ströme Tschara und Tokko auf dem Aldan-Schild (russisch Алданский щит) am „Dreiländereck“ der Oblast Irkutsk, der Republik Sacha (Jakutien) und der ehemaligen Oblast Tschita (heute Teil der Region Transbaikalien) in Russland
- Xilong (Ausbiss känozoischer Basalte mit verschiedenen Xenolithen – darunter granulitfazielle Xenolithe und kaliumreiche Mantelxenolithe wie Lherzolith-Xenolithe), Kreis Chun’an, Metropolregion Hangzhou, Provinz Zhejiang, Volksrepublik China.

Fundorte aus Deutschland, Österreich und der Schweiz sind damit unbekannt.

## Verwendung
Yuksporit ist ein lediglich für Sammler interessantes, aber aufgrund seiner Seltenheit begehrtes, Mineral.